# Thea Jensen
Thea Jensen (* 12. März 1999 in der Glostrup Kommune) ist eine dänische Leichtathletin, die sich auf das Kugelstoßen spezialisiert hat.

## Sportliche Laufbahn
Erste internationale Erfahrungen sammelte Thea Jensen im Jahr 2015, als sie bei den Jugendweltmeisterschaften in Cali mit einer Weite von 15,01 m mit der 3-kg-Kugel in der Qualifikationsrunde ausschied. Im Jahr darauf belegte sie bei den erstmals ausgetragenen Jugendeuropameisterschaften in Tiflis mit 16,05 m den siebten Platz und 2018 verpasste sie bei den U20-Weltmeisterschaften in Tampere mit 13,46 m den Finaleinzug. 2019 schied sie bei den U23-Europameisterschaften in Gävle mit 14,31 m in der Vorrunde aus und 2021 wurde sie dann bei den U23-Europameisterschaften in Tallinn mit 15,97 m Sechste.
In den Jahren 2020 und 2021 wurde Jensen dänische Meisterin im Kugelstoßen im Freien sowie 2018 in der Halle. Seit 2019 absolviert sie ein Studium an der University of Florida in Gainesville.

## Persönliche Bestleistungen
- Kugelstoßen: 16,42 m, 14. Mai 2021 in College Station
  - Kugelstoßen (Halle): 16,56 m, 27. Februar 2021 in Fayetteville